# Trent Alexander-Arnold
Trent John Alexander-Arnold (* 7. října 1998, Liverpool, Spojené království) je anglický fotbalista hrající na pozici obránce za španělský prvoligový klub Real Madrid. Od roku 2018 je anglickým reprezentantem.
V anketě Golden Boy pro nadějné mladé fotbalisty do 21 let skončil v roce 2018 na 2. místě za vítězem Matthijsem de Ligtem.

## Klubová kariéra
Alexander-Arnold začal hrát v Liverpoolu v 6 letech. O deset let později se stal kapitánem liverpoolské „šestnáctky“.

### 2016/17
Alexander-Arnold se zúčastnil předsezonního turné v USA s prvním týmem. V srpnovém prvním zápase Premier League 2016/17 seděl teprve 18letý pravý bek na lavičce náhradníků, do zápasu s Arsenalem však nezasáhl.
Německý trenér Jürgen Klopp dával v tomto období na jeho postu šanci obránci Nathanielu Clyneovi. Klopp na mladého obránce prvně vsadil 25. října 2016 během 4. kola Ligového poháru proti Tottenhamu, během utkání dostal žlutou kartu, v 68. minutě jej vystřídal Clyne. Liverpool zvítězil 2:1.
Výkonem si Alexander-Arnold zasloužil základ i v dalších dvou zápasech tohoto poháru. V listopadu podepsal dlouhodobou smlouvu.
Ve čtvrtfinálovém zápase proti Leeds United FC poprvé asistoval na gól Divocku Origimu, který dvěma góly zajistil výhru 2:1 a postup do semifinále.
V prosinci Alexander-Arnold debutoval v Premier League na hřišti Middlesbrough. Liverpool soupeře porazil 3:0, přičemž Alexander-Arnold přišel za útočníka Origiho na poslední minuty zápasu.
V lednu 2017 si poprvé zahrál v základu ve vypjatém utkání proti Manchesteru United (1:1). Na půlce soupeře se dostal ke střele, zároveň ale chybou vzadu umožnil Mchitarjanovi centrovat na Martiala, který ovšem míč nezachytil.
Průběhem sezóny ještě nasbíral několik minut v A-týmu a na konci sezóny byl vyhlášen nejlepším mladým fotbalistou Liverpoolu sezóny.
V nominaci na nejlepšího hráče Premier League 2 pro fotbalisty do 23 let ale neuspěl.

### 2017/18
Zranění Nathaniela Clynea umožnilo Arnoldovi hrát v úvodním zápase na Watfordu (3:3). Podzimní část ho trenér Klopp rotoval s Joem Gomezem. Odehrál celý zápas čtvrtého kola venku proti Manchesteru City, kde Liverpool padl vysoko 0:5.
Dostal důvěru v předkole Ligy mistrů s Hoffenheimem a v prvním zápase venku se v 35. minutě ujal přímého kopu, ze kterého dal branku na 1:0, svoji první.
Poté nastoupil v domácí odvetě, ale jeho tým po výhrách 2:1 a 4:1 pohodlně postoupil do skupiny. Ve skupinovém zápase proti slovinskému Mariboru se Arnold zapsal mezi střelce při rekordní výhře 7:0.
V následném utkání proti Mariboru doma si připsal alespoň asistenci při první brance Salaha, která vedla k vítězství 3:0.
Během prosincového zápasu se Swansea vstřelil svůj první gól v Premier League, když v 65. minutě zvýšil z brankového území na 3:0, zápas skončil výhrou 5:0.
Březnové zápasy se usadil v sestavě, ovšem souboje s Marcusem Rashfordem z Manchesteru United (prohra 1:2) a Wilfriedem Zahou z Crystal Palace (výhra 2:1) ukázaly jeho limity v obraně.
V dubnovém čtvrtfinále proti Manchesteru City měl za úkol hlídat Leroye Saného a tento úkol splnil. Domácí utkání proti City (výhra 3:0) se mu povedlo natolik, že byl zvolen mužem zápasu. Předvedl dobrou poziční hru i ofenzivní výpady.
Odveta skončila vítězstvím 2:1 pro celek z Liverpoolu a v semifinále tak došlo na souboj s AS Řím. Oba zápasy odehrál celé, Liverpool přes Italy postoupil do finále Ligy mistrů, a to po 10 letech. Ve finále sváděl souboje s Cristianem Ronaldem a vcelku úspěšně, přesto Liverpool na svého soka nestačil a podlehl 1:3.

### 2018/19
Alexander-Arnold začal základní sestavou a své místo si podržel, o čemž svědčí 29 zápasů v rámci Premier League 2018/19. Na konci listopadu se prosadil z přímého kopu ze vzdálenosti 23 metrů proti mužstvu Watfordu, čímž zvýšil na 2:0.
Kvůli zranění z posledního skupinového zápasu Ligy mistrů proti Neapoli nezasáhl do důležitého utkání doma s Manchesterem United.
Liverpool držel první místo před City, náskok se ale ztenčil po prohře 1:2 na jejich hřišti 3. ledna 2019. Arnold hrál celé utkání, ve kterém se City snažilo prosadit právě přes jeho stranu, kde se dostávalo do přečíslení. Proti němu hrál opět Leroy Sané, přesto se Arnold dokázal dostat také dopředu. Jeho centr z pravé strany na Robertsona vlevo a Robertsonova následná nahrávka na gól Firminovi srovnala stav utkání na 1:1, později ale rozhodl právě Sané.
Ve skupině Ligy mistrů odehrál Arnold první tři utkání celá, byl tedy u domácí výhry nad PSG 3:2, u porážky v Neapoli 0:1 a jednoznačné výhry 4:0 s CZ Bělehrad. Čtvrté utkání v Bělehradě se nevyvíjelo podle představ, srbský tým vedl po poločase 2:0. Alexandera-Arnolda o poločase vystřídal Gomez, zápas však tímto výsledkem skončil.
Do prohraného zápasu (1:2) s PSG nenastoupil, byl ale na lavičce. Před zápasem proti Neapoli měl namísto zápasu s Bournemouthem volno a jeho čerstvost byla znát, když v rozhodujícím klání proti italskému týmu neúnavně podporoval Salaha.
Vytvořil šest šancí, celé mužstvo Neapole vytvořilo za zápas pět.
Pár minut před koncem jej kvůli zranění střídal obránce Dejan Lovren. Arnold tak přišel o zápas proti Manchesteru United.
Na konci února proti Watfordu zlomil další rekord, když se stal nejmladším hráčem, který kdy zaznamenal tři asistence v jednom zápase.
Konečné skóre bylo 5:0. Za poslední šestici zápasů v lize nasbíral 6 asistencí, Liverpool přesto skončil za Manchesterem City a prodloužil čekání na hlavní trofej.
Proti portugalskému Portu se v každém zápase zaskvěl asistencí, dvě vítězství 2:0 a 4:1 znamenala semifinále. První zápas na hřišti Barcelony nehrál a Liverpool podlehl 0:3. Do odvety nastoupil od začátku a jeho 2 gólové asistence Wijnaldumovi (na 2:0) a Origimu (na 4:0) sehrály důležitou roli v postupu do druhého finále v řadě.
Ve finále Liverpool brzy vedl po proměněné penaltě Salaha a Arnold úspěšně bránil Sona a Alliho.
Jeho střela přinutila Llorise k zákroku.

### 2019/20
Alexander-Arnold byl v základní sestavě v zápase o Community Shield 2019, ale ve 2. poločase byl střídán. Za něj příchozí Joël Matip dokázal srovnat na 1:1, Liverpool ale nakonec podlehl Citizens na penalty 4:5. V lize hrál od prvního kola Premier League 2019/20 proti Norwichi. Úvodních osm zápasů sbíral tým samé výhry, čímž se vzdálil na několik bodů svým pronásledovatelům, především Manchesteru City. Mladý bek vstřelil branku 22. září v 6. kole na půdě Chelsea, když ve 14. minutě otevřel skóre. Po Salahově patičce vypálil Arnold bez přípravy k tyči, Liverpool nakonec vyhrál 2:1.
V prvním zápase skupiny Ligy mistrů odehrál celý venkovní zápas proti Neapoli, ve kterém si jeho mužstvo připsalo první porážku v sezóně. Druhý zápas skupiny proti Salzburgu skončil výhrou 4:3.

## Reprezentační kariéra
Trenér Gareth Southgate jej poprvé zkusil 7. června 2018 v domácím přátelském utkání proti Kostarice.
Další týden už prožíval světový šampionát v Rusku, kde první dva skupinové zápasy strávil na lavičce. Ve třetím zápase měla Anglie jistý postup a proti Belgii hrála o první příčku. Anglie neuspěla a prohrála 0:2, Alexander-Arnold nastoupil od začátku na pravém kraji v rozestavení 3–5–2 v jeho jediném startu na turnaji. Jeho slušný výkon směrem dozadu doplnil zahráváním rohů, měl gólovou šanci. Ve 13. minutě nahrávkou dobře vysunul Vardyho, ale gól nepadl.
Anglie na turnaji získala 4. místo, na pravém kraji obrany spoléhala na Kierana Trippiera z Tottenhamu.
Následoval první ročník Ligy národů, do které Alexander-Arnold zpočátku zasáhl jen na pět minut. Příležitost ale dostal v boji o třetí místo proti Švýcarsku, ve kterém Anglie uspěla až po penaltovém rozstřelu výsledkem 6:5.
Během kvalifikace na Mistrovství Evropy 2020 vynechal úvodní vítězné zápasy proti České republice a Černé hoře kvůli potížím se zády. Hrál celé domácí utkání s Kosovem, které dopadlo výhrou 5:3. U říjnové prohry s Českou republikou a výhry v Bulharsku byl pouze jako nevyužitý náhradník.

## Statistiky

### Klubové
K zápasu odehranému 26. července 2020
| Klub      | Sezóna  | Liga           | Liga   | Liga | FA Cup | FA Cup | EFL Cup | EFL Cup | Evropské poháry | Evropské poháry | Ostatní | Ostatní | Celkem | Celkem |
| Klub      | Sezóna  | Liga           | Zápasy | Góly | Zápasy | Góly   | Zápasy  | Góly    | Zápasy          | Góly            | Zápasy  | Góly    | Zápasy | Góly   |
| --------- | ------- | -------------- | ------ | ---- | ------ | ------ | ------- | ------- | --------------- | --------------- | ------- | ------- | ------ | ------ |
| Liverpool | 2016/17 | Premier League | 7      | 0    | 2      | 0      | 3       | 0       | —               | —               | —       | —       | 12     | 0      |
| Liverpool | 2017/18 | Premier League | 19     | 1    | 2      | 0      | 0       | 0       | 12              | 2               | —       | —       | 33     | 3      |
| Liverpool | 2018/19 | Premier League | 29     | 1    | 0      | 0      | 0       | 0       | 11              | 0               | —       | —       | 40     | 1      |
| Liverpool | 2019/20 | Premier League | 38     | 4    | 0      | 0      | 0       | 0       | 7               | 0               | 4       | 0       | 49     | 4      |
| Liverpool | 2020/21 | Premier League | 0      | 0    | 0      | 0      | 0       | 0       | 0               | 0               | 0       | 0       | 0      | 0      |
| Celkem    | Celkem  | Celkem         | 93     | 6    | 4      | 0      | 3       | 0       | 30              | 2               | 4       | 0       | 134    | 8      |

1. ↑  Zápasy v Lize mistrů UEFA
2. ↑  Zápasy v Community Shield, Superpoháru UEFA a na Mistrovství světa klubů

### Reprezentační
K zápasu odehranému 17. listopadu 2019
| Anglie | Anglie | Anglie |
| Rok    | Zápasy | Góly   |
| ------ | ------ | ------ |
| 2018   | 5      | 1      |
| 2019   | 4      | 0      |
| Celkem | 9      | 1      |

#### Reprezentační góly
K zápasu odehranému 17. listopadu 2019. Skóre a výsledky Anglie jsou vždy zapisovány jako první.
| Gól | Datum              | Místo                   | Zápas | Soupeř | Skóre | Výsledek | Soutěž          |
| --- | ------------------ | ----------------------- | ----- | ------ | ----- | -------- | --------------- |
| 1.  | 15. listopadu 2018 | Wembley, Londýn, Anglie | 5.    | USA    | 2:0   | 3:0      | Přátelský zápas |

## Ocenění
Liverpool
- Premier League: 2019/20[30]
- Liga mistrů UEFA: 2018/19;[31]
- Superpohár UEFA: 2019[32]
- Mistrovství světa klubů: 2019[33]

Individuální

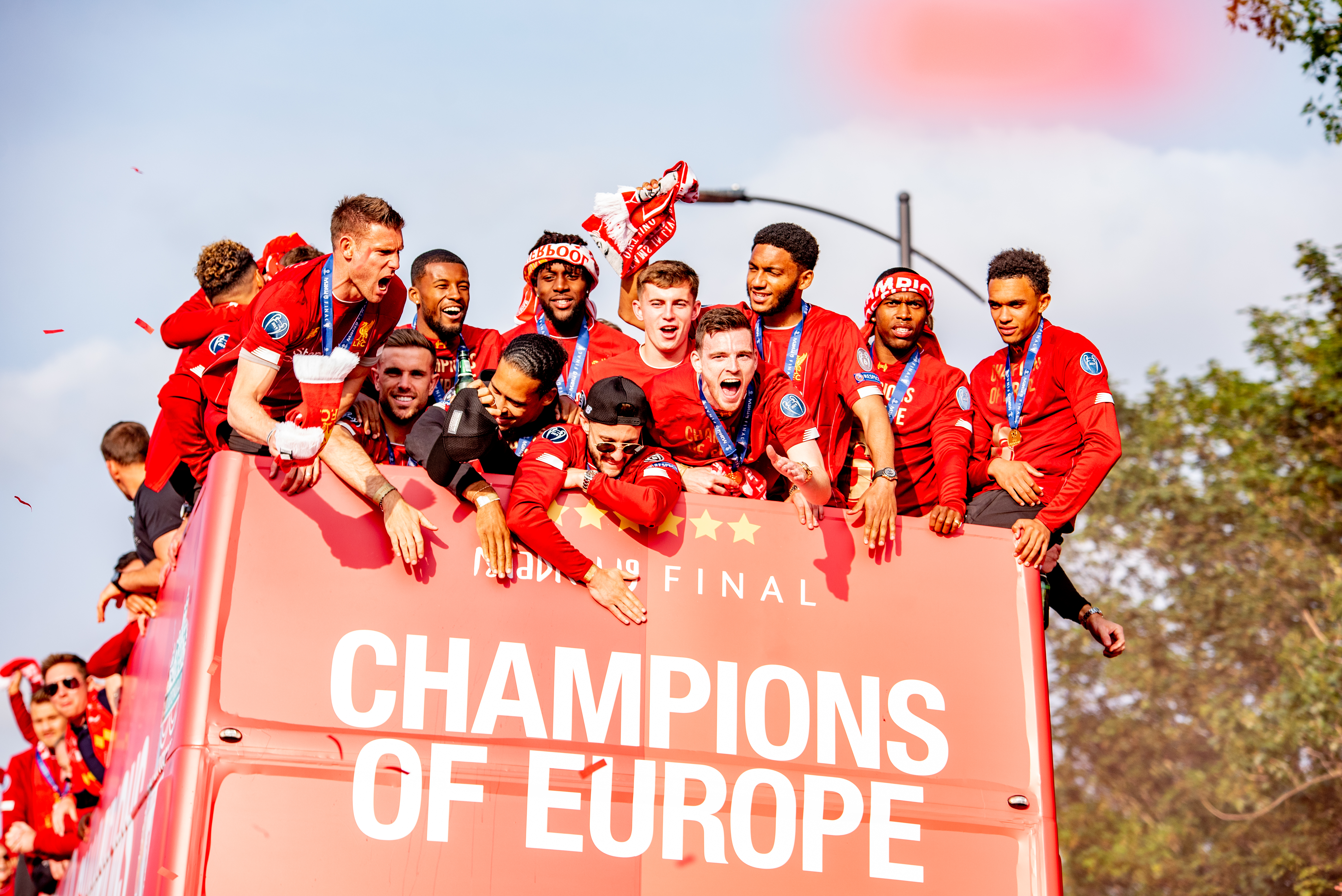
Alexander-Arnold (úplně napravo) oslavující triumf v Lize mistrů (2019)

- Mladý hráč roku v Liverpoolu: 2016/17, 2017/18
- Tým roku Premier League podle PFA – 2018/19,[34] 2019/20[35]
- Jedenáctka sezóny Ligy mistrů UEFA: 2018/19[36]
- Hráč měsíce Premier League: Prosinec 2019
- Jedenáctka sezóny podle IFFHS: 2019[37]
- Jedenáctka sezóny podle UEFA: 2019[38]
- Mladý hráč sezóny Premier League: 2019/20[39]
- Nejlepší jedenáctka podle ESM – 2019/20[40]
- Světová jedenáctka FIFA FIFPro – 2020[41]

Rekordy
- Světový rekord v počtu asistencí obráncem za jednu sezónu: 12 asistencí[42]